# Sangrūd
Sangrūd (persiska: سنگرود) är en ort i Iran.   Den ligger i provinsen Gilan, i den nordvästra delen av landet, 190 km nordväst om huvudstaden Teheran. Sangrūd ligger 931 meter över havet och antalet invånare är 298.
Terrängen runt Sangrūd är huvudsakligen kuperad, men åt nordväst är den bergig. Terrängen runt Sangrūd sluttar söderut. Runt Sangrūd är det ganska glesbefolkat, med 45 invånare per kvadratkilometer. Närmaste större samhälle är Lowshān, 13,6 km väster om Sangrūd. Trakten runt Sangrūd består i huvudsak av gräsmarker.